# Laura Haddock
Laura Jane Haddock, född 21 augusti 1985 i Enfield i London, är en brittisk skådespelare. Hon är känd för rollerna som Beryl Ballard i Upstairs Downstairs, Alison i The Inbetweeners Movie och Lucrezia Donati i Da Vinci's Demons.

## Biografi
Haddock är född i London men uppvuxen i Harpenden i Hertfordshire, där hon gick i St George School. Hon slutade skolan vid sjutton års ålder och flyttade till London för att studera drama. Hon utbildade sig vid Arts Educational School i Chiswick.
Haddock var gift med skådespelaren Sam Claflin 2013–2019.

## Filmografi (i urval)

### Film
| År   | Titel                              | Roll           | Anmärkning |
| ---- | ---------------------------------- | -------------- | ---------- |
| 2007 | The Colour of Magic                | Bethan         | TV-film    |
| 2008 | Marple: A Pocket Full of Rye       | Grosvenor      | TV-film    |
| 2011 | Captain America: The First Avenger | Autografjägare |            |
| 2011 | The Inbetweeners Movie             | Alison         |            |
| 2011 | Rage of the Yeti                   | Ashley         | TV-film    |
| 2012 | Storage 24                         | Nikki          |            |
| 2012 | House Cocktail                     | Den Vackra     | Kortfilm   |
| 2014 | Guardians of the Galaxy            | Meredith Quill |            |
| 2014 | A Wonderful Christmas Time         | Cherie         |            |
| 2015 | Superbob                           | June           |            |
| 2017 | Guardians of the Galaxy Vol. 2     | Meredith Quill |            |
| 2017 | Transformers: The Last Knight      | Viviane Wembly |            |

### TV
| År        | Titel                     | Roll                            | Anmärkning                                                  |
| --------- | ------------------------- | ------------------------------- | ----------------------------------------------------------- |
| 2007      | Jämna plågor              | Melanie                         | Avsnittet: "Life Begins at Fifty"                           |
| 2007      | Comedy Showcase           | Nicky                           | Avsnittet: "Plus One"                                       |
| 2008      | Honest                    | Kacie Carter                    |                                                             |
| 2008      | The Palace                | Lady Arabella Worthesley Wolsey | Avsnitt 7 och 8                                             |
| 2009      | Monday Monday             | Natasha                         |                                                             |
| 2009–2011 | How Not to Live Your Life | Samantha                        |                                                             |
| 2011      | Strike Back: Project Dawn | Clare Somersby                  | Avsnitt 5 och 6                                             |
| 2012      | Upstairs Downstairs       | Beryl Ballard                   |                                                             |
| 2012      | Missing                   | Susan Grantham                  | Avsnitten: "Promises och "Rain on the Evil and on the Good" |
| 2013      | Dancing on the Edge       | Josephine                       | Avsnittet: "Interviewing Louis"                             |
| 2013–2015 | Da Vinci's Demons         | Lucrezia Donati                 |                                                             |
| 2014      | Ripper Street             | Lady Vera                       | Avsnittet: "The Incontrovertible Truth"                     |
| 2015      | Luther                    | Megan Cantor                    |                                                             |
| 2016      | The Musketeers            | Pauline                         |                                                             |
| 2016      | The Level                 | Hayley Svrcek                   |                                                             |
| 2020      | White Lines               |                                 |                                                             |